# مانا ماموونه
مانا ماموونه (انگلیسی: Mana Mamuwene؛ زادهٔ ۱۰ اکتبر ۱۹۴۷) بازیکن فوتبال اهل جمهوری دموکراتیک کنگو بود.
وی همچنین در تیم ملی فوتبال زئیر بازی کرده‌است.